# Pablo Bernal
Bernal  Rosique est un nom espagnol. Le premier nom de famille, en général paternel, est Bernal ; le second, en général maternel, souvent omis, est Rosique.
Pablo Aitor Bernal Rosique, né le 25 août 1986 à Alhama de Murcia, est un coureur cycliste espagnol, spécialiste de la piste.

## Biographie
Après sa carrière de coureur, il devient entraîneur au sein de la Fédération cycliste de la région de Murcie (FCRM). Le 14 avril 2022, lors des championnats d'Espagne sur piste juniors, il est entré dans les tribunes du vélodrome et a frappé de deux coups sur le visage de l'entraîneur national de la discipline Juan Martínez Oliver. La raison de l'attaque remonte aux Jeux olympiques de Londres de 2012, où Bernal avait été écarté du quatuor espagnol par Martínez après les qualifications de la poursuite par équipes. Bernal est renvoyé dès le lendemain par le président du FCRM.

## Palmarès sur piste

### Jeux olympiques
- Londres 2012
  - 6e de la poursuite par équipes

### Championnats du monde
- Apeldoorn 2011
  - 5e de la poursuite par équipes
- Melbourne 2012
  - 5e de la poursuite par équipes
  - 9e du scratch

### Coupe du monde
- 2009-2010
  - 3e de la poursuite par équipes à Cali
- 2010-2011
  - 3e de la poursuite par équipes à Cali
  - 3e de la poursuite par équipes à Manchester

### Championnats d'Europe
- Valence 2004 (juniors)
  -  Médaillé de bronze de la poursuite par équipes juniors
- Pruszków 2008 (espoirs)
  - 8e de la poursuite espoirs

### Championnats nationaux
| - 2003 - Champion d'Espagne du scratch juniors - 2004 - 2e du championnat d'Espagne de poursuite juniors - 3e du championnat d'Espagne du scratch juniors - 2005 - 3e du championnat d'Espagne du scratch espoirs - 2006 - 2e du championnat d'Espagne de poursuite par équipes - 2007 - Champion d'Espagne du scratch espoirs - 2e du championnat d'Espagne de poursuite par équipes - 2e du championnat d'Espagne de poursuite espoirs - 2008 - Champion d'Espagne de poursuite espoirs - 2e du championnat d'Espagne du scratch espoirs | - 2009 - 2e du championnat d'Espagne de poursuite par équipes - 3e du championnat d'Espagne de vitesse par équipes - 2010 - Champion d'Espagne du kilomètre - Champion d'Espagne de poursuite par équipes - 2011 - 2e du championnat d'Espagne du kilomètre - 2e du championnat d'Espagne de poursuite par équipes - 2012 - 2e du championnat d'Espagne du kilomètre - 2013 - 3e du championnat d'Espagne du kilomètre - 3e du championnat d'Espagne de poursuite |  |